# 伊東巳代治

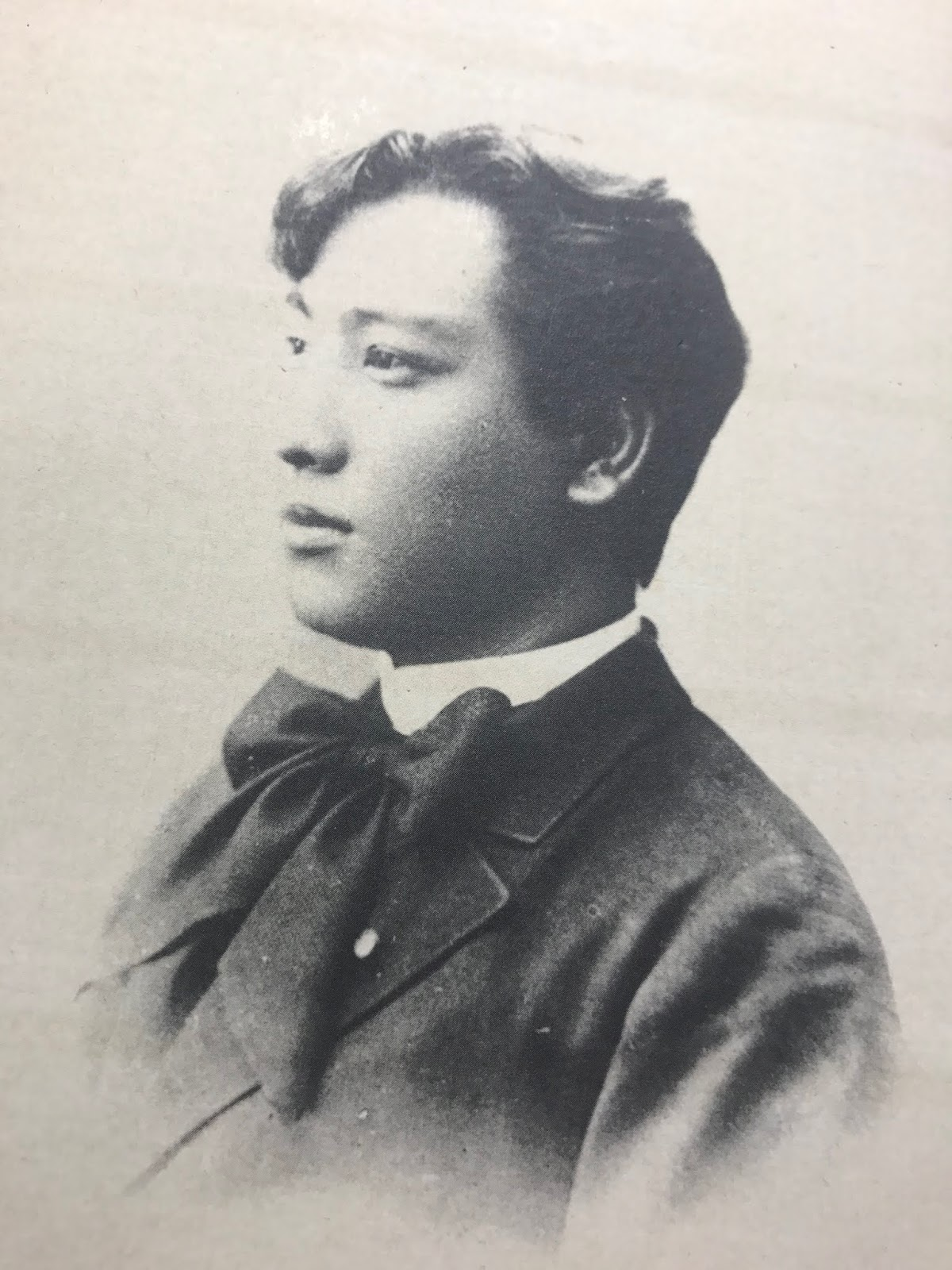
1895年

伊東 巳代治（いとう みよじ、安政4年5月7日〈1857年5月29日〉- 昭和9年〈1934年〉2月19日）は、明治から昭和の日本の官僚、政治家。大日本帝国憲法起草者の一人。栄典は従一位勲一等伯爵。

## 生涯
安政4年（1857年）、長崎町年寄・伊東善平の三男として長崎酒屋町で誕生。早くから長崎英語伝習所でグイド・フルベッキに師事して英語を修め語学を修得。明治4年（1871年）に明治政府の工部省の試験に合格して上京、電信技師となったが退職、
明治6年（1873年）に兵庫県に六等訳官として登用され、県令神田孝平から目をかけられた。明治9年（1876年）に神田が元老院議員として上京する際に、伊東も再び上京することを決意。神田の推薦で伊藤博文の知遇を得て工部省に出仕した。
伊藤の側近として事務作業に従事し明治11年（1878年）に内務省へ異動、明治13年（1880年）に太政官権少書記官、明治14年（1882年）に参事院議官補兼書記官を歴任した。明治15年（1882年）に伊藤の欧州憲法調査に随行、翌16年（1883年）の帰国後は制度取調局御用掛も兼ね、明治18年（1885年）に第1次伊藤内閣が誕生すると首相となった伊藤の首相秘書官となった。
明治19年（1886年）から井上毅・金子堅太郎と共に大日本帝国憲法起草に参画。明治21年（1888年）に伊藤が首相を辞任して枢密院議長に移ると枢密院書記官として引き続き伊藤に仕え、同年末から翌明治22年（1889年）1月の再検討を経て2月11日の大日本憲法公布に繋げた。明治23年（1890年）9月29日には貴族院議員に勅選され、第1回帝国議会で井上と共に予算に関する憲法第67条の解釈を明治24年（1891年）にかけて調査、伊藤に報告している。同年11月17日に貴族院議員を辞任。同年には、経営が傾いた東京日日新聞（現在の毎日新聞）を買収、在官のまま第3代社長を務め、日清戦争から日露戦争にいたるまでの日本の政治・外交において、政府擁護の論陣を張った。明治37年（1904年）に加藤高明に売却するまで13年間社長を務めている。また条約改正の意見書起草を伊藤に依頼されるなど、次第に重要任務を与えられるようになった。
明治25年（1892年）に第2次伊藤内閣の内閣書記官長に就任、明治27年（1894年）で議会の多数派工作に奔走、政党工作に力を振るった。同年に勃発した日清戦争に際して発生した旅順虐殺事件について海外マスコミに弁明、海外の日本に対する不評を最小限に押し止めた。明治28年（1895年）5月7日に全権弁理大臣として下関条約批准書交換のため清の芝罘へ渡海、帰国後は戦争中の功績で男爵に叙せられた。また、政府とロイター通信社の契約を取り纏めることで海外に日本寄りの情報発信を画策、自由党幹部の林有造を通して政府と自由党の提携を実現させるなど情報面と政局に手柄を挙げた。ただし、翌29年（1896年）に自由党から板垣退助が内務大臣に就任したことで内閣が分裂、伊藤の辞任により内閣書記官長を辞職している。
明治31年（1898年）に第3次伊藤内閣の農商務大臣を務め板垣を再入閣させようとしたが、大蔵大臣の井上馨の反対に遭い取り止めになったことを恨み辞職した。日清戦争以降は山縣有朋の知遇をも得て、明治32年（1899年）に枢密顧問官となり枢密院でも大きな影響力をもった。同年に帝室制度調査局が発足すると、総裁となった伊藤の下で御用掛となり皇室典範増補に取り掛かったが、伊藤の辞任で一旦中断となった。
明治33年（1900年）、伊藤の立憲政友会結成に際して憲政党の星亨と新党結成を交渉するなどその準備過程には参加しながら入党せず、翌34年（1901年）に第4次伊藤内閣が倒閣すると、伊藤と桂太郎との交渉に取り組み第1次桂内閣の成立に一役買った。明治36年（1903年）に山縣と結託して伊藤を枢密院議長に祭り上げ、政界から遠ざかった伊藤から離れたが、同年に帝室制度調査局副総裁となり総裁に復帰した伊藤と再度手を組み、伊藤に有賀長雄を推薦し明治40年（1907年）の皇室典範増補と公式令公布に尽力した。また、清の立憲制度導入に意欲を示した伊藤から、将来の清への同行を予定されていたが、明治42年（1909年）に伊藤が暗殺されたため挫折した。
以後は政党外部に身を置きつつ気脈を通じてしばしば政界の表面に登場し、「憲法の番人」を自任して官僚勢力のために種々の画策を講じ、枢密院の重鎮として昭和初期まで政界に影響力を保った。なお銀座の大地主であった事から、関東大震災の復興のため設けられた帝都復興院の政策に反対したとの俗説もある。当時の新聞記事にそのような事が記されたのは事実であるが、何ら根拠はなく、半ば誇張されて伝えられた事である。
大正6年（1917年）に臨時外交調査委員となり重要な対外政策の決定に関与し、常に積極的な対外政策を主張した。憲政会・立憲民政党内閣の進めた協調外交（幣原外交）に批判的で、昭和2年（1927年）には枢密院で台湾銀行救済緊急勅令案を否決させ第1次若槻内閣を総辞職に追い込み、昭和5年（1930年）のロンドン海軍軍縮条約締結時にも反対して濱口内閣を苦しめた。
明治40年に子爵を授爵、大正11年（1922年）に伯爵に陞爵。昭和9年（1934年）2月19日、胃潰瘍に加え心臓発作を起こして永田町の自宅で死去。76歳没。
葬儀は築地本願寺で行われ、葬儀委員長は金子堅太郎が務めた。
墓は東京都杉並区の築地本願寺和田堀廟所にある。

## 栄典
位階
- 1880年（明治13年）5月25日 - 正七位[12]
- 1881年（明治14年）
  - 1月21日 - 従六位[12]
  - 11月28日 - 正六位[12]
- 1884年（明治17年）7月24日 - 従五位[12][13]
- 1889年（明治22年）6月7日 - 従四位[12]
- 1894年（明治27年）5月11日 - 正四位[12][14]
- 1898年（明治31年）2月14日 - 正三位[12][15]
- 1906年（明治39年）4月30日 - 従二位[12][16]
- 1926年（大正15年）5月15日 - 正二位[12]
- 1934年（昭和9年）2月19日 - 従一位[12]

爵位
- 1895年（明治28年）8月20日 - 男爵[12][17]
- 1907年（明治40年）9月23日 - 子爵[12][18]
- 1922年（大正11年）9月25日 - 伯爵[12][19]

勲章等
| 受章年                     | 略綬 | 勲章名                   | 備考 |
| -------------------------- | ---- | ------------------------ | ---- |
| 1882年（明治15年）3月11日  |      | 勲五等双光旭日章         |      |
| 1887年（明治20年）5月27日  |      | 勲四等旭日小綬章         |      |
| 1889年（明治22年）3月5日   |      | 勲三等瑞宝章             |      |
| 1889年（明治22年）11月25日 |      | 大日本帝国憲法発布記念章 |      |
| 1892年（明治25年）8月24日  |      | 勲二等瑞宝章             |      |
| 1895年（明治28年）8月20日  |      | 勲一等瑞宝章             |      |
| 1895年（明治28年）11月18日 |      | 明治二十七八年従軍記章   |      |
| 1898年（明治31年）6月29日  |      | 銀杯一個                 |      |
| 1903年（明治36年）12月26日 |      | 旭日大綬章               |      |
| 1912年（大正元年）8月1日   |      | 韓国併合記念章           |      |
| 1915年（大正4年）11月10日  |      | 大礼記念章（大正）       |      |
| 1916年（大正5年）1月19日   |      | 金杯一組                 |      |
| 1916年（大正5年）4月1日    |      | 金杯一組                 |      |
| 1920年（大正9年）9月7日    |      | 旭日桐花大綬章           |      |
| 1928年（昭和3年）11月10日  |      | 大礼記念章（昭和）       |      |
| 1928年（昭和3年）12月28日  |      | 金杯一組                 |      |
| 1930年（昭和5年）12月5日   |      | 帝都復興記念章           |      |
| 1934年（昭和9年）2月19日   |      | 金杯一組                 |      |

外国勲章等佩用允許
| 受章年                    | 国籍                                   | 略綬 | 勲章名                         | 備考 |
| ------------------------- | -------------------------------------- | ---- | ------------------------------ | ---- |
| 1882年（明治15年）9月29日 | ザクセン＝ヴァイマル＝アイゼナハ大公国 |      | 白鷲第三等勲章                 |      |
| 1886年（明治19年）3月10日 | ロシア帝国                             |      | 神聖スタニスラス第一等勲章     |      |
| 1896年（明治29年）3月16日 | イタリア王国                           |      | サンモーリスエラザル第一等勲章 |      |
| 1934年（昭和9年）3月1日   | 満洲帝国                               |      | 大満洲国建国功労章             |      |

## 家族
- 妻：阿八重（1858–1947） - 恵宗猛の長女[30]
  - 長男：太郎（1880–1935） - 伯爵[30]
  - 次男：二郎（1884–1925） - 備中岡田藩主・伊東長としの長男・伊東久実の養子[30][31]
  - 三男：三郎（1886–1963） - 分家。早稲田大学政経科卒。東京築地活版製造所、東京電燈監査役・取締役[32]
  - 四男：四郎（1889–1944） - 正六位勲五等、陸軍中佐
  - 五男：五郎（1891–1954） - 中野慮吉の婿養子
  - 長女：ミチ（1892–?） - 原口徠と結婚[30]
  - 六男：六郎（1893–1965）
  - 七男：七郎（1896–1927）
  - 八男：九郎（1899–1953） - 兄・二郎の養子[30][31]
  - 次女：喜美（1900–1983） - 斎藤馨之助と結婚
  - 九男：十郎（1900–?） - 早世？
  - 十男：重一郎（1907–1963）

## 著作
- 『伊東巳代治日記・記録　未刊翠雨荘日記　憲政史編纂会旧蔵』全7巻、広瀬順晧 監修・編、ゆまに書房〈近代未刊史料叢書 3〉、1999年7月。ISBN 978-4-89714-683-6。